# Европейски игри
Европейски игри е международно спортно състезание, в което взимат участие състезатели в много видове спортове, но само от европейски държави. Игрите са създадени и поддържани от Европейските олимпийски комитети (EOC), които обявяват тяхното създаване на 8 декември 2012 година. Първото издание на игрите се провежда в Баку, Азербайджан през лятото на 2015 година. Предвижда се игрите да се провеждат на всеки 4 години.
Европейските игри са най-късно създадените континентални игри в света, след като останалите континенти вече провеждат свои – Азиатски игри, Панамерикански игри, Панафрикански игри и Тихоокеански игри.
Европейските игри не са свързани с Европейските първенства в различните спортове, въпреки че някои от спортовете решават европейските им шампионати да се провеждат по време на самите игри.

## Спортове
Състезания в следните спортове се провеждат по време на Европейските игри през 2015 година:
| - Аеробика - Бадминтон - Баскетбол 3x3 - Плажен футбол - Плажен волейбол - BMX - Стрелба с лък - Бокс - Фехтовка | - Джудо - Кану-каяк - Карате - Лека атлетика - Планинско колоездене - Художествена гимнастика - Борба - Самбо - Плуване | - Спортна стрелба - Колоездене - Синхронно плуване - Тенис на маса - Таекуондо - Скокове на батут - Триатлон - Спортна гимнастика - Волейбол | - Водна топка - Скокове във вода |

## Домакини
| Издание | Година | Град домакин | Страна домакин | Начало | Край   | Спортове | Състезание | Участващи страни | Спортисти | Основен стадион           | Изт   |
| ------- | ------ | ------------ | -------------- | ------ | ------ | -------- | ---------- | ---------------- | --------- | ------------------------- | ----- |
| I       | 2015   | Баку         | Азербайджан    | 12 юни | 28 юни | 20       | 253        | 50               | 5898      | Олимпийски стадион (Баку) | [ 3 ] |
| II      | 2019   | Минск        | Беларус        | 21 юни | 30 юни | 15       | 198        | 50               | 4023      | Динамо (стадион, Минск)   |       |